# Николо I Малатеста
Николо I Малатеста (на италиански: Niccolò I Malatesta; † октомври 1374) е италиански кондотиер, господар на Джиаджоло (близо до Форли), Кузерколе заедно с вилите на Варола, Троварозо, Казафалда и Казале, Самбукето, Монтевекио, Пецоло, Сегуно и вилата на Вал ди Пондо.

## Произход
Той е син на Рамберто I Малатеста, наречен „Графчето на Джиаджоло“ (* 1302, † 1367), кондотиер, граф на Джиаджоло, и на съпругата му Касандра дела Фаджола. Има един брат и две сестри:
- Франческо
- Маргаритa, съпруг на Пацино Строци
- Изота († 1363), съпруга на Матео Бианкети

Има и двама природени братя от извънбрачни връзки на баща си.

## Биография
През 1355 г. се бие за Църквата, допринасяйки за окупацията на Сантарканджело и Верукио.
През 1356 г. вдига оръжие срещу Франческо Орделафи, защитавайки Савиняно, но пада в плен в сблъсък край Чезена. Орделафи го държи в много тежък затвор две години, след което го преотсъпва на графа на Ланд срещу значими суми, от когото го спасява баща му.
От 1363 г. до 1365 г. е нает от Флорентинската република по време на Пизанската война. Флоренция му помага да си върне за значителна сума замъците Самбукето, Палацуоло и Монтевекио, които са били узурпирани от жителите на Чезена.

## Брак и потомство
∞ за дъщерята на Виери де Медичи, от която има двама сина:
- Малатеста Малатеста, кондотиер, господар на Валдопио, подест на Римини и наместник на братовчед си Карло I Малатеста в управлението 1405, на служба на Флорентинската република от 1406 г. Има пет сина
- Галеото Малатеста († 1444), кондотиер, господар на Кузерколе, Валдопио и Партичето; ∞ за Мария Орсини, от която има пет сина и две дъщери